# Convocazioni al Montreux Volley Masters 2013
Elenco delle giocatrici convocate per il Montreux Volley Masters 2013.

## Brasile
| N° | Nome                   | Ruolo | Data di nascita   | Squadra        |
| -- | ---------------------- | ----- | ----------------- | -------------- |
| -  | José Roberto Guimarães | All   | 31 agosto 1954    | Campinas       |
| 1  | Ellen Braga            | S     | 12 giugno 1991    | Pinheiros      |
| 2  | Juciely Barreto        | C     | 18 dicembre 1980  | Rio de Janeiro |
| 3  | Danielle Lins          | P     | 5 gennaio 1985    | Sesi           |
| 5  | Adenízia da Silva      | C     | 18 dicembre 1986  | Osasco         |
| 6  | Monique Pavão          | S/O   | 31 ottobre 1986   | Praia Clube    |
| 7  | Priscila Daroit        | S     | 10 agosto 1988    | Campinas       |
| 8  | Cláudia da Silva       | P     | 21 settembre 1987 | Minas          |
| 9  | Michelle Pavão         | S     | 31 ottobre 1986   | Praia Clube    |
| 11 | Tandara Caixeta        | S/O   | 30 ottobre 1988   | Sesi           |
| 14 | Letícia Hage           | C     | 9 settembre 1990  | Praia Clube    |
| 16 | Fernanda Garay         | S     | 10 maggio 1986    | Osasco         |
| 17 | Josefa de Souza        | P     | 3 febbraio 1983   | Osasco         |
| 18 | Camila Brait           | L     | 28 ottobre 1988   | Osasco         |
| 19 | Suelen Pinto           | L     | 4 ottobre 1987    | Campinas       |

## Cina
| N° | Nome          | Ruolo | Data di nascita  | Squadra  |
| -- | ------------- | ----- | ---------------- | -------- |
| -  | Xu Jiande     | All   | -                | -        |
| 1  | Wang Ning     | C     | 14 maggio 1994   | Tianjin  |
| 2  | Li Weiwei     | C     | 17 novembre 1994 | Henan    |
| 3  | Zheng Yixin   | C     | 6 maggio 1995    | Fujian   |
| 4  | Wang Fengjiao | S     | 25 luglio 1994   | Shandong |
| 5  | Qin Siyu      | S/O   | 2 maggio 1994    | Shanghai |
| 6  | Yang Fangxu   | S/O   | 6 ottobre 1994   | Shandong |
| 7  | Song Meili    | S     | 23 febbraio 1995 | Shandong |
| 8  | Zhu Ting      | S     | 29 novembre 1994 | Henan    |
| 9  | Wu Bei        | P     | 21 luglio 1994   | Shanghai |
| 10 | Chen Xintong  | P     | 8 aprile 1994    | Tianjin  |
| 11 | Wang Mengjie  | L     | 14 novembre 1995 | Shandong |
| 15 | Xu Jiujing    | C     | 13 luglio 1995   | Shanghai |

## Germania
| N° | Nome                | Ruolo | Data di nascita   | Squadra         |
| -- | ------------------- | ----- | ----------------- | --------------- |
| -  | Giovanni Guidetti   | All   | 20 settembre 1972 | VakıfBank       |
| 1  | Lenka Dürr          | L     | 10 dicembre 1990  | Vilsbiburg      |
| 3  | Denise Hanke        | P     | 31 agosto 1989    | Schweriner      |
| 5  | Anja Brandt         | C     | 15 febbraio 1990  | Schweriner      |
| 6  | Jennifer Geerties   | S     | 5 aprile 1994     | Olympia Berlino |
| 7  | Jana Franziska Poll | S     | 7 maggio 1988     | Vilsbiburg      |
| 8  | Berit Kauffeldt     | C     | 8 luglio 1990     | Cuatto Giaveno  |
| 9  | Melanie Keil        | C     | 7 maggio 1994     | Olympia Berlino |
| 10 | Anne Matthes        | S     | 30 aprile 1985    | Dresdner        |
| 13 | Saskia Hippe        | O     | 16 gennaio 1991   | Prostějov       |
| 16 | Lena Möllers        | P     | 6 gennaio 1990    | Vilsbiburg      |
| 17 | Nadja Schaus        | S     | 8 novembre 1984   | MTV Stoccarda   |
| 19 | Svenja Engelhardt   | S     | 20 aprile 1988    | MTV Stoccarda   |

## Giappone
| N° | Nome             | Ruolo | Data di nascita  | Squadra               |
| -- | ---------------- | ----- | ---------------- | --------------------- |
| -  | Masayoshi Manabe | All   | 21 agosto 1963   | -                     |
| 1  | Miyu Nagaoka     | S     | 25 luglio 1991   | Hisamitsu Springs     |
| 2  | Kanako Hirai     | C     | 15 aprile 1984   | Hisamitsu Springs     |
| 3  | Yūka Imamura     | -     | 2 settembre 1993 | Aoyama Gakuin Daigaku |
| 4  | Haruyo Shimamura | C     | 4 marzo 1992     | NEC Red Rockets       |
| 6  | Mami Yoshida     | L     | 5 giugno 1986    | Pioneer Red Wings     |
| 8  | Kotoki Zayasu    | L     | 11 gennaio 1990  | Hisamitsu Springs     |
| 9  | Ayumi Nakamura   | S     | 29 agosto 1990   | JT Marvelous          |
| 10 | Nana Iwasaka     | C     | 3 luglio 1990    | Hisamitsu Springs     |
| 12 | Risa Ishii       | S     | 19 maggio 1990   | Denso Airybees        |
| 13 | Hiroko Matsuura  | P     | 15 luglio 1990   | Azəryol               |
| 15 | Natsumi Fujita   | P     | 5 agosto 1991    | Toyota Queenseis      |
| 16 | Yuki Ishii       | S     | 8 maggio 1991    | Hisamitsu Springs     |
| 18 | Saori Takahashi  | S     | 9 dicembre 1992  | Hitachi Rivale        |
| 19 | Riho Ōtake       | C     | 23 dicembre 1993 | Denso Airybees        |

## Italia
| N° | Nome                 | Ruolo | Data di nascita  | Squadra           |
| -- | -------------------- | ----- | ---------------- | ----------------- |
| -  | Marco Mencarelli     | All   | 23 febbraio 1963 | -                 |
| 1  | Marika Bianchini     | S/O   | 23 aprile 1993   | San Casciano      |
| 2  | Cristina Barcellini  | S     | 20 novembre 1986 | Imoco             |
| 6  | Monica De Gennaro    | L     | 8 gennaio 1987   | Robursport Pesaro |
| 8  | Noemi Signorile      | P     | 15 febbraio 1990 | Robursport Pesaro |
| 9  | Caterina Bosetti     | S     | 2 febbraio 1994  | Villa Cortese     |
| 10 | Cristina Chirichella | C     | 10 febbraio 1994 | Robursport Pesaro |
| 14 | Valeria Caracuta     | P     | 14 dicembre 1987 | Busto Arsizio     |
| 16 | Valentina Tirozzi    | S     | 26 marzo 1986    | Robursport Pesaro |
| 17 | Valentina Diouf      | S/O   | 10 gennaio 1993  | Bergamo           |
| 18 | Floriana Bertone     | C     | 19 novembre 1992 | San Casciano      |
| 19 | Raphaela Folie       | C     | 7 marzo 1991     | Villa Cortese     |
| 20 | Alessia Gennari      | S     | 3 novembre 1991  | Chieri Torino     |

## Rep. Dominicana
| N° | Nome                | Ruolo | Data di nascita  | Squadra             |
| -- | ------------------- | ----- | ---------------- | ------------------- |
| -  | Marcos Kwiek        | All   | -                | -                   |
| 1  | Annerys Vargas      | C     | 7 agosto 1981    | Rep. Dominicana     |
| 4  | Marianne Fersola    | C     | 16 gennaio 1992  | Mirador             |
| 5  | Brenda Castillo     | L     | 5 giugno 1992    | Rabitə Baku         |
| 7  | Niverka Marte       | P     | 19 ottobre 1990  | İqtisadçı           |
| 8  | Cándida Arias       | C     | 11 marzo 1992    | San Martín          |
| 11 | Jeoselyna Rodríguez | S/O   | 9 dicembre 1991  | Tomis Constanța     |
| 12 | Karla Echenique     | P     | 16 maggio 1986   | Lancheras de Cataño |
| 14 | Prisilla Rivera     | S/O   | 29 dicembre 1984 | Pinkin de Corozal   |
| 16 | Yonkaira Peña       | C     | 10 maggio 1993   | Mirador             |
| 17 | Gina Mambrú         | S     | 21 gennaio 1986  | Los Cachorros       |
| 18 | Bethania de la Cruz | S     | 13 maggio 1987   | GS Caltex Seoul     |
| 19 | Ana Binet           | L     | 9 febbraio 1992  | Samaná              |

## Russia
| N° | Nome                   | Ruolo | Data di nascita  | Squadra          |
| -- | ---------------------- | ----- | ---------------- | ---------------- |
| -  | Andrej Erkhov          | All   | -                | -                |
| 1  | Aleksandra Pasynkova   | S/O   | 14 aprile 1987   | Uraločka         |
| 3  | Dar'ja Stoljarova      | S     | 29 marzo 1990    | Zareč'e Odincovo |
| 4  | Irina Zarjažko         | C     | 4 ottobre 1991   | Uraločka         |
| 6  | Anna Levčenko          | P     | 12 luglio 1981   | Severstal        |
| 9  | Ksenija Naumova        | S     | 1º febbraio 1990 | Tjumen           |
| 10 | Ekaterina Pankova      | P     | 2 febbraio 1990  | Zareč'e Odincovo |
| 11 | Viktorija Rusakova     | S     | 23 ottobre 1988  | Uraločka         |
| 14 | Natal'ja Dianskaja     | C     | 7 marzo 1989     | Severstal        |
| 17 | Natal'ja Malych        | S/O   | 8 dicembre 1993  | Zareč'e Odincovo |
| 18 | Aleksandra Vinogradova | L     | 11 aprile 1988   | Zareč'e Odincovo |
| 19 | Anna Malova            | L     | 16 aprile 1990   | Ufimočka         |
| 20 | Anastasija Šljachovaja | C     | 5 ottobre 1990   | Ufimočka         |

## Svizzera
| N° | Nome               | Ruolo | Data di nascita  | Squadra             |
| -- | ------------------ | ----- | ---------------- | ------------------- |
| -  | Svetlana Ilić      | All   | 12 agosto 1972   | Dinamo Mosca        |
| 1  | Kristel Marbach    | P     | 14 novembre 1988 | Volero Zurigo       |
| 3  | Laura Sirucek      | S     | 5 aprile 1990    | Kanti               |
| 4  | Elena Steinemann   | S     | 8 dicembre 1984  | Kanti               |
| 6  | Patricia Schauss   | C     | 14 maggio 1988   | Volero Zurigo       |
| 8  | Sandra Stocker     | C     | 26 dicembre 1987 | Neuchâtel           |
| 9  | Nadine Jenny       | L     | 13 giugno 1990   | Volero Zurigo       |
| 10 | Stéphanie Bannwart | P     | 11 gennaio 1991  | Sm'Aesch Pfeffingen |
| 11 | Mandy Wigger       | S/O   | 4 maggio 1987    | Köniz               |
| 12 | Mélanie Pauli      | L     | 5 maggio 1980    | Köniz               |
| 13 | Inès Granvorka     | S     | 13 agosto 1991   | Volero Zurigo       |
| 15 | Laura Tschopp      | S     | 2 aprile 1984    | Sm'Aesch Pfeffingen |
| 17 | Laura Unternährer  | S/O   | 11 luglio 1993   | Volero Zurigo       |